# Виборна монархія
Виборна монархія — тип монархії, коли новий монарх після припинення повноважень попереднього обирається парламентом, членами монаршої родини або іншим спеціальним органом. Ця ознака вказує на те, що цей вид форми правління поєднує в собі монархію і елективний принцип.
Часто така система застосовувалася в архаїчних державах — давньоримські царі обиралися коміціями, хани Монгольської імперії курултаєм. У багатьох країнах, наприклад, Франції, де спадкоємець престолу затверджувався за життя батька, середньовічній Скандинавії, корейській державі Сілла у міру зміцнення абсолютної монархії відбувся перехід до спадкової.
В Україні та Гетьманщини, Військо Запорізьке вибирало та затверджувало голову війська або держави - Гетьмана на загальній Козацькій Раді. Класичними прикладами виборних монархій можуть служити Священна Римська імперія, де імператор обирався сімома курфюрстами, Вестготське королівство, Польща і пізніше Річ Посполита, де з припиненням династії П'ястів в 1370 король став обиратися сеймом.
У Новий час виборний принцип часто застосовувався при заснуванні нових держав — так, були обрані для заснування династії Перші королі Греції, Румунії, Болгарії, Норвегії, де надалі престол передавався у спадок, і цар Росії Михайло Федорович, а також при зміщенні старих династій — так, парламентом були обрані Королі Англії Генріх IV та Вільгельм III Оранський та король Франції Луї-Філіп.
Виборними монархіями також були недовговічні Імперія Гаїті, що існувала в 1804–1806, і маріонеткове Піндсько-Мегленське князівство, що діяло в 1941–1944. В Екваторіальній Африці досі рада старійшин обирає племінних королів строком на рік, а через рік ця рада знову підтверджує або не підтверджує повноваження обраного правителя.

## Сучасні виборні монархії
В даний час класична виборна монархія існує тільки в трьох країнах світу:
- Камбоджа, де король обирається Королівською радою трону з числа членів монаршої родини
- Малайзія, де Верховний правитель (Янг-ді-Пертуан-Агонг) обирається на п'ятирічний термін правителями султанатів Малайзії зі свого числа. При цьому в малайзійському штаті Негері-Сембелан правитель також обирається Правлячою радою
- Мальтійський орден, де Князь і Великий магістр обирається пожиттєво.

Також риси виборної монархії мають Андорра, де одним з двох керівників є президент Франції, Об'єднані Арабські Емірати, де президентом обирається один зі спадкових емірів, Есватіні, де члени сім'ї вибирають з числа монарших дружин матір майбутнього короля, Саудівська Аравія, де спадкоємець престолу обирається на сімейній раді династії Саудідів зі свого числа.
До 2007 виборною монархією було також Самоа, де з отриманням незалежності вожді Тупуа Тамасесе Меаоле та Маліетоа Танумафілі II були обрані спільними главами держави довічно, проте згідно з конституцією з кончиною останнього глава держави став обиратися парламентом на п'ятирічний термін, що перетворило країну в республіку.
Крім цього, радою племен обирається король маорі, який не має реальної влади в Нової Зеландії, вожді у Волліс і Футуна, деякі традиційні африканські монархи.